# Сагандя
Сага́ндя (также Саганджа, Бюте́й-Юря́х) — река в Якутии (Россия), левый приток Дянышки, принадлежит к бассейну реки Лены. Протекает по территории Кобяйского улуса Якутии. Длина — 179 км, площадь водосборного бассейна составляет 4870 км².
Берёт начало в центральной, самой высокой части Верхоянского хребта, на высоте более 1395 метров над уровнем моря. В верховьях течёт в южном направлении в межгорном ущелье, встречаются наледи. Приняв слева приток Тынкачан, поворачивает на запад, а после впадения Буорукчана справа — на северо-запад. Обогнув с севера Кёльтерский хребет, направление вновь меняется на западное. Характер реки бурный, в русле реки встречаются шиверы, осерёдки, перекаты. Впадает в Дянышку слева несколькими рукавами в 167 км от её впадения в Лену, на высоте 199 м над уровнем моря. Ширина в нижнем течении от 50 до 100 м при глубине 1-1,2 м; скорость течения в низовьях — 2 м/с. Населённых пунктов на реке нет.

## Основные притоки
Указаны поименованные притоки длиной 30 км и более.
| Название | Расстояние от устья | Длина | Положение |
| -------- | ------------------- | ----- | --------- |
| Оставли  | 40                  | 32    | правый    |
| Кусланга | 50                  | 41    | правый    |
| Китини   | 77                  | 34    | правый    |
| Абылындя | 112                 | 51    | левый     |
| Нямичан  | 120                 | 44    | правый    |

## Данные водного реестра
По данным государственного водного реестра России и геоинформационной системы водохозяйственного районирования территории РФ, подготовленной Федеральным агентством водных ресурсов:
- Бассейновый округ — Ленский
- Речной бассейн — Лена
- Речной подбассейн — Лена ниже впадения Вилюя до устья
- Водохозяйственный участок — Лена от впадения реки Вилюй до водомерного поста гидрометеорологической станции Джарджан
- Код объекта в государственном водном реестре — 18030900112117500001994[5].